# غرير جيلمان
غرير جيلمان (بالإنجليزية: Greer Gilman)‏‏ (1951 - ) روائية من الولايات المتحدة.